# Kobe Sanders
Kobe Michael Sanders (Spring Valley, California, 30 de mayo de 2002) es un jugador de baloncesto estadounidense que pertenece a la plantilla de Los Angeles Clippers de la NBA con un contrato dual que le permite jugar también con el filial de la G League, los San Diego Clippers. Con 2,06 metros de estatura, juega indistintamente en las posiciones de alero o escolta.

## Trayctoria deportiva

### Primeros años
Sanders estudió en una escuela secundaria cristiana en San Diego, California. En su último año, tuvo un promedio de 16.7 puntos y 5.0 rebotes por partido. Finalmente, decidió unirse a los Cal Poly Mustangs para jugar baloncesto universitario.

### Universidad
Jugó durante cuatro temporadas (de 2020 a 2024) con los Mustangs de la Universidad Politécnica Estatal de California, donde apareció en 100 juegos con 71 titularidades, promediando 10,1 puntos, 2,8 rebotes y 2,2 asistencias por encuentro, alcanzando en un encuentro los 35 puntos, al tiempo que ganó los honores de Mención Honorífica All-Big West después de promediar 19,6 puntos por juego en su última temporada con el equipo. Tras concluir la temporada 2023-24, decidió ingresar su nombre en el portal de transferencias de la NCAA.
Luego fue transferido para jugar con los Wolf Pack de la Universidad de Nevada en Reno. El 22 de febrero de 2025 anotó 30 puntos ante Boise State. El 25 de febrero de 2025, anotó 27 puntos en una victoria sobre Wyoming. Terminó la temporada 2024-25 con un promedio de 15,8 puntos, 4,5 asistencias, 3,9 rebotes y 1,1 robos por partido, donde por su desempeño fue nombrado tercer equipo All-Mountain West. Tras concluir la temporada se declaró elegible para el draft de la NBA de 2025.

### Profesional
Fue elegido en la quincuagésima posición del Draft de la NBA de 2025 por los New York Knicks, pero fue traspasado esa misma noche a Los Angeles Clippers a cambio de la elección 51.